# Thiếu Lâm danh gia
Thiếu Lâm Danh Gia là tên gọi của những hệ thống võ học Thiếu Lâm phái do quyền sư của các nhà, các gia tộc truyền dạy. Tên gọi Thiếu Lâm danh gia để nhằm phân biệt với Thiếu Lâm phái chính tông vẫn được truyền dạy tại chùa Thiếu Lâm, mặc dù hệ thống chương trình hai hệ phái trên có chung một gốc.

## Lịch sử
Danh gia là cách gọi đã manh nha từ thời tiền Thiếu Lâm, đó là tên gọi để chỉ võ học đặc thù của một gia tộc nào đó, thông thường nó gắn liền với một nhân vật xuất chúng hoặc một sự kiện nổi tiếng. Đến đời Thanh, đặc biệt sau biến cố Hồng môn hội dưới Thanh triều, võ học được âm thầm truyền dạy theo lối cha truyền con nối trong các dòng tộc đã khiến danh từ Danh gia được sử dụng lại, hình thành rất nhiều phái võ thuật của các nhà, như Hồng gia, Lý gia, Trần gia, Lý Gia, Mạc Gia, Thái gia v.v. (Hồng, Tiêu, Sài, Lý, Mạc, Thái) để ghi nhớ công lao của tiền nhân và khẳng định sở trường của trường phái võ học các dòng họ.
Thiếu Lâm Tự là cái nôi của Thiền tông Trung Hoa và kể từ Đạt Ma Tổ Sư trải qua thời gian đã hình thành, phát triển một hệ phái võ thuật lừng danh, Thiếu Lâm phái, gắn liền với Phật giáo. Thiếu Lâm phái là sự tổng hợp tinh hoa của nhiều cao thủ, nhiều đời trên cơ sở xiển dương, nghiên cứu và phát huy những kiến thức võ học từ Tổ Sư để lại. Sau biến cố Hồng Môn hội, việc truyền bá võ công nói chung, võ công Thiếu Lâm Tự nói riêng không còn được công khai, mạnh mẽ như trước mà phải chịu sự tiết chế gắt gao của nhà Thanh. Các võ sư, cao đồ Thiếu Lâm phái hầu hết mai danh ẩn tích tại nhiều vùng trên đất nước Trung Hoa và ra cả nước ngoài như Việt Nam, Nhật Bản, Hàn Quốc âm thầm mưu đồ đại sự. Họ dốc sức truyền lại kinh nghiệm, võ công Thiếu Lâm phái, cùng với chí lớn và hoài bão của mình cho con cháu hay một số đệ tử có căn cơ, để hy vọng vào sự thành công cho đời sau. Từ đây võ học Thiếu Lâm phái dần dần vượt khỏi phạm vi một ngôi chùa nhỏ bé, một địa phương thậm chí một quốc gia thông qua các cao tăng, đồ đệ hạ sơn nhập thế truyền bá, sử dụng võ công. Thiếu Lâm phái đến với mọi tầng lớp trong xã hội, trở thành kỹ thuật tự vệ cá nhân có bài bản, hệ thống, lớp lang, công phu được đông đảo mọi người học tập, sử dụng. Từ đó, với đạo hạnh và máu hồng của các võ sư qua các đời tô thắm cho trang sử vàng của Thiếu lâm phái đã hình thành nên những hệ thống Thiếu Lâm đặc biệt, phát triển song song với Thiếu Lâm phái và được gọi chung là Thiếu Lâm danh gia.

## Đặc điểm chính
Thiếu Lâm danh gia bao gồm rất nhiều hệ thống, được gọi những tên gọi như Thiếu Lâm chân truyền, Thiếu Lâm Hồng gia, Thiếu Lâm công phu, Thiếu Lâm Phật Sơn, Thiếu lâm Bạch Hạc quyền, Thiếu Lâm Sơn Đông, Thiếu Lâm Vịnh Xuân quyền v.v. và thậm chí cả môn phái Thiếu Lâm Tự. Đó đều là các hệ thống Thiếu Lâm danh gia, phân biệt với hệ thống Thiếu Lâm phái chính tông vẫn được luyện tập và phát triển trong dòng chảy thời gian liên tục của lịch sử chùa Thiếu Lâm. Tuy nhiên, dù có cùng nguồn gốc, Thiếu Lâm danh gia vẫn có những nét khác biệt ít nhiều, "đại đồng tiểu dị" so với Thiếu Lâm phái. Các võ sư đời trước đã học võ công Thiếu Lâm phái theo sở trường của bản thân rồi đem ra truyền dạy (có đôi khi không tránh khỏi tam sao thất bản), thêm vào đó là những sự cách tân, phát triển sở học theo nhận thức của bản thân. Vì vậy giữa các võ đường, giữa các nhà chương trình luyện tập có thể khác biệt nhau. Sự khác biệt này không chỉ ở chương trình, phương pháp luyện tập, mà thậm chí cả ở hệ thống sáo lộ với quyền thảo, bài binh khí có tên giống nhau nhưng khác về chiêu thức, động tác. Tuy nhiên quyền pháp và phong cách vẫn cho thấy cội nguồn của nó thuộc Thiếu Lâm phái.

## Sự du nhập Thiếu Lâm danh gia vào Việt Nam
Võ học Thiếu Lâm phái vào Việt Nam từ khi nào không ai có thể thẩm định, bởi vì đất nước Việt Nam từ xưa đến nay do điều kiện địa lý, lịch sử đặc thù luôn có quan hệ qua lại với văn hóa Trung Hoa và võ học cũng không là ngoại lệ. Có thể chủ quan cho rằng, khi võ Thiếu Lâm bắt đầu phát triển ở Hoa lục thì đồng thời cũng được du nhập vào Việt Nam và được chính các quyền sư Việt nam phối hợp với võ cổ truyền dân tộc, sửa đổi cho phù hợp với thể chất của người Việt nhằm sử dụng hữu hiệu, hình thành nên những hệ phái Thiếu Lâm của nước Việt.
Sự phát triển của Thiếu Lâm danh gia tại Việt Nam có thể phân định rõ ràng bắt đầu từ làn sóng di cư của những người được gọi là Minh hương (những tôn thất, thần tử trung thành với nhà Minh, đệ tử của Hồng môn hội trốn tránh sự truy nã gắt gao của nhà Thanh). Đa số những người này là cao thủ của Thiếu Lâm danh gia hoặc thậm chí cả Thiếu Lâm phái, do thời thế buộc phải qua Việt Nam lánh nạn, mai danh ẩn tích, tạo nên cộng đồng Hoa kiều đông đảo tại Việt Nam. Trải qua nhiều năm tháng, hậu duệ của những người này đã trở thành người Việt gốc Hoa trên quê hướng xứ sở mới của họ là Việt Nam. Không để thất truyền tinh hoa của tiên tổ, họ đem võ học của gia tổ ra truyền dạy cho mọi người và phục vụ quê hương mới của họ. Các môn phái Thiếu Lâm danh gia Việt Nam bắt đầu được xây dựng và phát triển từ đó cho đến ngày nay.

## Liên ngoài - Tham khảo
- Tứ Bộ La Hán Quyền, sự thật hay hư cấu - Nguyễn Phúc Hạnh Lưu trữ ngày 27 tháng 9 năm 2007 tại Wayback Machine
- Thiếu Lâm - Thái Cực Lưu trữ ngày 28 tháng 11 năm 2007 tại Wayback Machine
- Võ Thiếu Lâm
- Võ thuật